# Upupidae
Los upúpidos (Upupidae) son un clado de aves bucerotiformes propias del Viejo Mundo, conocidas vulgarmente como abubillas. Según algunos autores, los upúpidos tienen categoría de orden denominado Upupiformes (ver Taxonomía de Sibley-Ahlquist).

## Género y especies
La familia de los upúpidos incluye un solo género, Upupa, con dos especies:
Género Upupa:
- Upupa epops Linnaeus, 1758 - Europa, Asia y África
  - U. epops africana Bechstein, 1811 - África (algunos la reconocen como especie plena)[4]
- Upupa marginata Cabanis & Heine, 1860 - Madagascar

Además, se conoce una especie de abubilla gigante, Upupa antaios, que vivía en la Isla Santa Elena y se extinguió aproximadamente durante el siglo XVI.